# 2585 Irpedina
2585 Irpedina eller 1979 OJ15 är en asteroid i huvudbältet som upptäcktes den 21 juli 1979 av den rysk-sovjetiske astronomen Nikolaj Tjernych vid Krims astrofysiska observatorium på Krim. Den har fått sitt namn efter en skola i dåvarande Sovjetunionen.
Asteroiden har en diameter på ungefär 6 kilometer.